# Time (Album)
Time (englisch für „Zeit“) ist das zehnte Studioalbum der britischen Band Electric Light Orchestra (ELO). Das Konzeptalbum wurde im Sommer 1981 bei Jet Records veröffentlicht. Die Texte von Jeff Lynne erzählen Geschichten einer Person in den 1980er Jahren, die sich plötzlich im Jahr 2095 wiederfindet und mit der Situation überfordert ist.

## Entstehung
Der überwiegende Teil der Aufnahmen entstand Anfang 1981 in den Musicland Studios in München. „The Way Life's Meant To Be“ wurde in den Polar Studios in Stockholm aufgenommen, was auf dem Album jedoch nicht erwähnt ist. Das Mastering der Originalausgabe erfolgte durch Brian Gardner bei Allen Zentz Mastering.
Das gemalte Cover des Albums wurde von Guy Fery gestaltet. Es zeigt drei unterschiedliche, aber optisch miteinander kombinierte Szenen, bestehend aus einer nassen Oberfläche mit verlaufenem Wasser im Vordergrund, einem Tropfeneffekt in tieferem Wasser (herausgeschleuderte Wassersäule nach einem Tropfenaufprall) und einer aus dieser Tropfensäule aufragenden Planetenkugel im sternbesetzten Weltraum. Vor dem Planeten ist der „ELO“-Schriftzug abgebildet. Das Motiv ist auf der Rückseite spiegelverkehrt wiederholt, wobei dort statt des Tropfeneffekts und der Planetenkugel die Titelliste abgebildet ist.
Auf dem Innencover sind der seinerzeit moderne Hochhauskomplex des Hypo-Hochhauses in München sowie ein schwarzweißes Gruppenbild der Bandmitglieder zu sehen. Die Fotos stammen von Frank Griffin.

## Titelliste
Seite A
1. Prologue (Jeff Lynne) – 1:16
2. Twilight (Jeff Lynne) – 3:42
3. Yours Truly, 2095 (Jeff Lynne) – 3:11
4. Ticket To The Moon (Jeff Lynne) – 4:07
5. The Way Life's Meant To Be (Jeff Lynne) – 4:38
6. Another Heart Breaks (Jeff Lynne) – 3:48

Seite B
1. Rain Is Falling (Jeff Lynne) – 3:55
2. From The End Of The World (Jeff Lynne) – 3:16
3. The Lights Go Down (Jeff Lynne) – 3:33
4. Here Is The News (Jeff Lynne) – 3:50
5. 21st Century Man (Jeff Lynne) – 4:03
6. Hold On Tight (Jeff Lynne) – 3:06
7. Epilogue (Jeff Lynne) – 1:31

## Kommerzieller Erfolg

### Chartplatzierungen
Auf Anhieb erfolgreich, gehört das Album zu den meistverkauften des Erscheinungsjahres. Time konnte den Erfolg von Xanadu wiederholen und erreichte ebenfalls die Spitzenposition der deutschen Albumcharts sowie der britischen Charts. In den Vereinigten Staaten erreichte das Album Position 16 der Billboard 200.
| ChartsChartplatzierungen       | Höchstplatzierung | Wochen/ Monate |
| ------------------------------ | ----------------- | -------------- |
| Deutschland (GfK)              | 1 (41 Wo.)        | 41 Wo.         |
| Österreich (Ö3)                | 2 (4 Mt.)         | 4 Mt.          |
| Vereinigte Staaten (Billboard) | 16 (20 Wo.)       | 20 Wo.         |
| Vereinigtes Königreich (OCC)   | 1 (32 Wo.)        | 32 Wo.         |

| ChartsJahrescharts (1981) | Platzierung |
| ------------------------- | ----------- |
| Deutschland (GfK)         | 41          |
| Österreich (Ö3)           | 16          |

### Auszeichnungen für Musikverkäufe
| Land/Region                  | Auszeichnungen für Musikverkäufe (Land/Region, Auszeichnung, Verkäufe) | Verkäufe  |
| ---------------------------- | ---------------------------------------------------------------------- | --------- |
| Deutschland (BVMI)           | Gold                                                                   | 250.000   |
| Niederlande (NVPI)           | Gold                                                                   | 50.000    |
| Vereinigte Staaten (RIAA)    | Gold                                                                   | 500.000   |
| Vereinigtes Königreich (BPI) | Platin                                                                 | 300.000   |
| Insgesamt                    | 3× Gold · 1× Platin ·                                                  | 1.100.000 |

## Neuauflage 2001
2001 unterzog Joseph M. Palmaccio das Album in den Sony Music Studios (New York City) einem neuen Mastering-Prozess. Produzent war Al Quaglieri. Diese Neuauflage wurde Anfang Juni 2001 von Epic / Legacy veröffentlicht. Die CD enthält drei Bonustitel, von denen zwei („Julie Don't Live Here“ und „When Time Stood Still“) bereits als B-Seiten von Singleauskopplungen („Twilight“ bzw. „Hold On Tight“) veröffentlicht worden waren. Der dritte Titel („The Bouncer“) wurde später als B-Seite der Single-Auskopplung „Four Little Diamonds“ des Nachfolgealbums „Secret Messages“ veröffentlicht.

## Trivia
- In einem Interview mit dem Rolling Stone Magazin sagte Steve Winwood, er sei von dem Album beeinflusst worden.
- Die französischen Textpassagen in „Hold On Tight“ wurden von Jeff Lynnes damaligem Kindermädchen übersetzt.
- Die Geräusche in der Einleitung von „Yours Truly, 2095“ stammen von einem elektronischen Flipperautomaten.
- Die gitarrenähnlichen Melodiepassagen des Instrumentaltitels „Another Heart Breaks“ spielte Jeff Lynne mit einem Oberheim-Synthesizer ein.
- Der Titel „Believe“ von Cher (1999) enthält ein Sample aus „Prologue“ und „Epilogue“.